# Зарковська Євгенія Павлівна
Євгенія Павлівна Рябушкіна (Зарковська) (нар. рос. Євгения Павловна Рябушкина (Зарковская); 21 листопада 1923, Москва) — радянська баскетболістка. Виступала за Московський авіаційний інститут у 1945—1950 роках, за «Динамо» (Москва) у 1950—1955 роках. У 1948—1955 роках грала у збірній СРСР. Чемпіонка Європи 1950, 1952, 1954. Заслужений майстер спорту СРСР.
Чемпіонка СРСР: 1946, 1950, 1953. Сестра баскетболісток Віри та Євдокії Рябушкіних.